# Kameničany
Kameničany és un poble i municipi d'Eslovàquia que es troba a la regió de Trenčín.

## Història
La primera menció escrita de la vila es remunta al 1193.

## Demografia
| Godina             | 1994 | 2004   | 2014    | 2024   |
| ------------------ | ---- | ------ | ------- | ------ |
| Nombre de persones | 445  | 466    | 540     | 550    |
| Diferència         |      | +4,71% | +15,87% | +1,85% |

| Godina             | 2023 | 2024   |
| ------------------ | ---- | ------ |
| Nombre de persones | 551  | 550    |
| Diferència         |      | −0,18% |